# Platano canario
Il platano canario (Plátano de Canarias) è un tipo di banana coltivato nelle Isole Canarie, Spagna. Esso può altresì riferirsi al marchio attraverso il quale vengono commercializzate le banane dell'arcipelago.
Il marchio è gestito dall'Asociación de Organizaciones de Productores de Plátano de Canarias (ASPROCAN). Nel febbraio del 2011 è stata proposta la denominazione IGP.
Il platano canario è la coltivazione più importante delle Isole Canarie e da sempre la sua industria è tra le più importanti per la crescita e lo sviluppo economico dell'arcipelago.

## Caratteristiche
Nelle Isole Canarie si coltivano principalmente le banane del gruppo 'Cavendish', cioè la varietà triploidi Musa Acuminada, identificato nella terminologia di varietà di banana con lettere AAA (tre set di cromosomi di M. acuminata e nessuno di M. balbisiana presenti).  I frutti sono di medie dimensioni, pelle gialla sottile e sono adatti ad essere consumati crudi. le varietà più coltivate sono Gran Enana, Zelig e Palmera Spessa, quest'ultima è una selezione Canaria del cavendish Nano.

## Storia
La coltivazione del platano deve la sua origine al sud-est asiatico, probabilmente nella fascia di terra compresa tra India e Malaysia. Nel V secolo attraversò il continente Africano e si estese nelle coste del Mediterraneo. Venne introdotto nelle Canarie dai marinai portoghesi durante il VI secolo. Venne poi trasferito nel Continente Americano dai coloni spagnoli nel XVI secolo.

## Coltivazione
Il banano è una pianta di biotipo arborea, non è un vero e proprio albero (soprattutto perché manca il tronco) da cui nasce la banana, una specie vegetale monocotiledone appartenente al genere Musa.
La temperatura ideale per la coltivazione del banano è intorno ai 25 gradi Celsius e ad una altitudine inferiore ai 300 metri, condizioni che solo si trovano nelle Isole Canarie.
È una coltivazione costosa, che richiede molta acqua, buone condizioni di luminosità, terreni con buona porosità e drenaggio, di tessitura sabbiosa ma con argilla e limo in proporzioni specifiche, elevato contenuto di materiali organici e con un PH acido. A causa di questi vincoli, il Platano Canario è coltivato in tutte le isole, tranne a Fuerteventura, dove non esistono piantagioni.